# Kirk Varnedoe
John Kirk Train Varnedoe (* 18. Januar 1946 in Savannah; † 14. August 2003 in New York) war ein US-amerikanischer Kunsthistoriker.

## Leben
Kirk Varnedoe kam als jüngstes von vier Kindern des Börsenmaklers Samuel Lamartine Varnedoe und seiner Frau Lilla Train Varnedoe in Savannah zur Welt. Sein Großvater Gordon Saussy war Bürgermeister von Savannah. Die Familie lebte in wohlhabenden Verhältnissen. Nach seiner schulischen Ausbildung studierte er am Williams College in Massachusetts Kunstgeschichte und schloss das Studium 1967 mit dem Bachelor of Arts (B. A.) ab. Danach wechselte er an die kalifornische Stanford University, wo er 1970 den Abschluss Master of Arts (M.A.) und 1972 den Doktorgrad Ph.D. erlangte. In seiner Dissertation widmete sich Varnedoe den Zeichnungen von Auguste Rodin und arbeitete hierzu einige Zeit am Pariser Musée Rodin. Durch seine Rodin-Forschungen wurde J. Carter Brown, Direktor der National Gallery of Art in Washington, D.C., auf Varnedoe aufmerksam und lud ihn ein, 1971 zusammen mit Albert Elsen die Ausstellung Rodin Drawings True and False zu kuratieren.
Varnedoe unterrichtete als assistant professor 1973–1974 Kunstgeschichte an der Stanford University, gefolgt von einem Lehrauftrag an der New Yorker Columbia University in den Jahren 1974–1980. In dieser Zeit kuratierte er 1976 am Museum of Fine Arts, Houston die erste bedeutende Retrospektive mit Werken von Gustave Caillebotte in den Vereinigten Staaten. Diese Werkschau trug maßgeblich zur internationalen Wiederentdeckung und Neubewertung des Malers bei. Das Institute of Fine Arts der New York University berief ihn 1980 als associate professor. 1982 leitete er die Wanderausstellung Northern Light: Realism and Symbolism in Scandinavian Painting, 1880-1910. Diese im Brooklyn Museum, der Corcoran Gallery of Art und dem Minneapolis Institute of Arts gezeigte Schau gab einen Überblick zur Kunst der frühen Moderne in Skandinavien.
1984 wurde Varnedoe Professor für Kunstgeschichte an der New York University und erhielt ein MacArthur Fellowship. In den 1990er Jahren folgten Vorträge an der University of Oxford und an der National Gallery of Art in Washington D.C. Im Museum of Modern Art stellte er 1984 zusammen mit William Rubin, Museumskurator für Malerei und Skulptur, die vielbeachtete Ausstellung Primitivism in 20th Century Art zusammen. In dieser Ausstellung zeigten sie vor allem den Einfluss afrikanischer Kunst auf die Entwicklung der Kunst des 20. Jahrhunderts in Europa und Amerika. Im Folgejahr wurde Varnedoe Rubins Assistent im Museum of Modern Art und 1989 dessen Nachfolger. Er leitete die Abteilung für Malerei und Skulptur bis 2001. In seiner Zeit am Museum of Modern Art organisierte Varnedoe einige sehr erfolgreiche und viel beachtete Ausstellungen. Hierzu gehörte 1986 Vienna 1900, die Entwicklungen der österreichischen Moderne in den Bereichen Bildende Kunst, Design und Architektur zusammen präsentierte. Richtungsweisend war die von ihm zusammen mit Adam Gopnik 1990 konzipierte Ausstellung  High & Low. Die vieldiskutierte Ausstellung zeigte das Zusammenwirken von moderner Kunst und Popkultur. Zu Varnedoes Hauptinteressensgebieten gehörte die Malerei ab 1945. So organisierte er Retrospektiven zu Cy Twombly, Jasper Johns und Jackson Pollock. Für das Museum konnte er zudem wichtige Erwerbungen tätigen. Hierzu gehörte neben dem Gemälde Portrait Joseph Roulin von Vincent van Gogh, eine Skizze zu Les Demoiselles d’Avignon von Pablo Picasso, Campbell's Soup Cans von Andy Warhol sowie Werke von James Rosenquist, Richard Serra, Robert Rauschenberg, James Turrell und Cy Twombly. Nach seiner Zeit am Museum of Modern Art nahm er 2002 eine Professur am Institute for Advanced Study in Princeton an. Er war seit 1993 Mitglied der American Academy of Arts and Sciences und seit 2001 Mitglied der American Philosophical Society.
Kirk Varnedoe war seit 1983 mit der Bildhauerin Elyn Zimmerman verheiratete. Er starb am 14. August 2003 in New York City. Seine private Kunstsammlung mit Arbeiten auf Papier von Künstlern des 20. Jahrhunderts wie Jasper Johns, Chuck Close, Roy Lichtenstein, Jeff Koons, Robert Rauschenberg, Frank Stella und Richard Avedon vererbte er dem Telfair Museum of Art in seiner Heimatstadt Savannah.

## Veröffentlichungen (Auswahl)
- Chronology and Authenticity in the Drawings of Auguste Rodin (Dissertation).  Stanford University, 1972.
- The Drawings of Rodin. Praeger Publishers,  New York 1971 (zusammen mit Albert Elsen).
- Gustave Caillebotte, a retrospective exhibition, 1976–1977. Museum of Fine Arts,  Houston 1976.
- Northern light, realism and symbolism in Scandinavian painting, 1880-1910. Brooklyn Museum, New York 1982, ISBN 0-87273-094-8.
- Vienna 1900, art architecture & design. Museum of Modern Art, New York 1986, ISBN 0-87070-618-7.
- Gustave Caillebotte. Yale University Press, New Haven 1987, ISBN 0-300-08279-7.
- Northern light, Nordic art at the turn of the century. Yale University Press, New Haven 1988, ISBN 0-300-04146-2.
- High & low, modern art, popular culture.  Museum of Modern Art, New York 1990, ISBN 0-87070-353-6 (zusammen mit  Adam Gopnik).
- A fine disregard, what makes modern art modern. Abrams, New York 1990, ISBN 0-8109-2574-5.
- Cy Twombly: a Retrospective. Abrams, New York 1994, ISBN 0-8109-6129-6.
- Jasper Johns: a Retrospective. Museum of Modern Art, New York 1996, ISBN 0-87070-389-7.
- Jackson Pollock, new approaches. Abrams und Museum of Modern Art, New York 1998, ISBN 0-8109-6202-0.
- Rodin, a magnificent obsession.  Merrell und Iris and B. Gerald Cantor Foundation, London 2001, ISBN 1-8589-4388-4.